# Gueorgui Petrov
Gueorgui Petrov –en búlgaro, Георги Петров– (Studeno buche, 17 de septiembre de 1954) es un deportista búlgaro que compitió en judo. Ganó dos medallas en el Campeonato Mundial de Judo en los años 1981 y 1985, y dos medallas en el Campeonato Europeo de Judo en los años 1981 y 1985.
Participó en dos Juegos Olímpicos de Verano en los años 1980 y 1988, su mejor actuación fue un séptimo puesto logrado en Moscú 1980 en la categoría de –78 kg.

## Palmarés internacional
| Campeonato Mundial | Campeonato Mundial        | Campeonato Mundial | Campeonato Mundial |
| Año                | Lugar                     | Medalla            | Categoría          |
| ------------------ | ------------------------- | ------------------ | ------------------ |
| 1981               | Maastricht (Países Bajos) | Medalla de bronce  | –78 kg             |
| 1985               | Seúl (Corea del Sur)      | Medalla de plata   | –86 kg             |
| Campeonato Europeo |                           |                    |                    |
| Año                | Lugar                     | Medalla            | Categoría          |
| 1981               | Debrecen (Hungría)        | Medalla de oro     | –78 kg             |
| 1985               | Hamar (Noruega)           | Medalla de bronce  | –86 kg             |